# District de Wanbailin
Le district de Wanbailin (万柏林区 ; pinyin : Wànbǎilín Qū) est une subdivision administrative de la province du Shanxi en Chine. Il est placé sous la juridiction de la ville-préfecture de Taiyuan.